# スコット・ガーランド
スコット・ガーランド（Scott Ronald Garland、男性、1973年7月2日 - ）は、アメリカ合衆国のプロレスラー。メイン州ウェストブルック出身。スコッティ・2・ホッティ（Scotty 2 Hotty）のリングネームで知られる。

## 来歴
1989年、地元であるメイン州のプロレス団体でプロレスラーとしてデビュー。同年、マサチューセッツ州を拠点するNEW（New England Wrestling）にて本格的にトレーニングを開始。1991年8月にNEWに所属する仲間からフィル・アポロに紹介してもらったことをきっかけにWWFへ入団。10月にWWFでスコット・テイラー（Scott Taylor）のリングネームでデビューした。
学生だったということもあり、大学卒業後は一時期レスリングから離れバンクテラーやスペンサーギフトのアシスタントマネージャーを務めた。
1997年、当時働いていた保険会社から離れ再びプロレスラーになることを志しECWのトライアウトに参加する予定であったが、WWFのタレント部門を担当していたブルース・プリチャードに働いていた会社に恩返しをしたいということを話したことからWWFへの復帰が決まった。復帰後は再びスコット・テイラーとしてリングに上がりライトヘビー級で活躍。

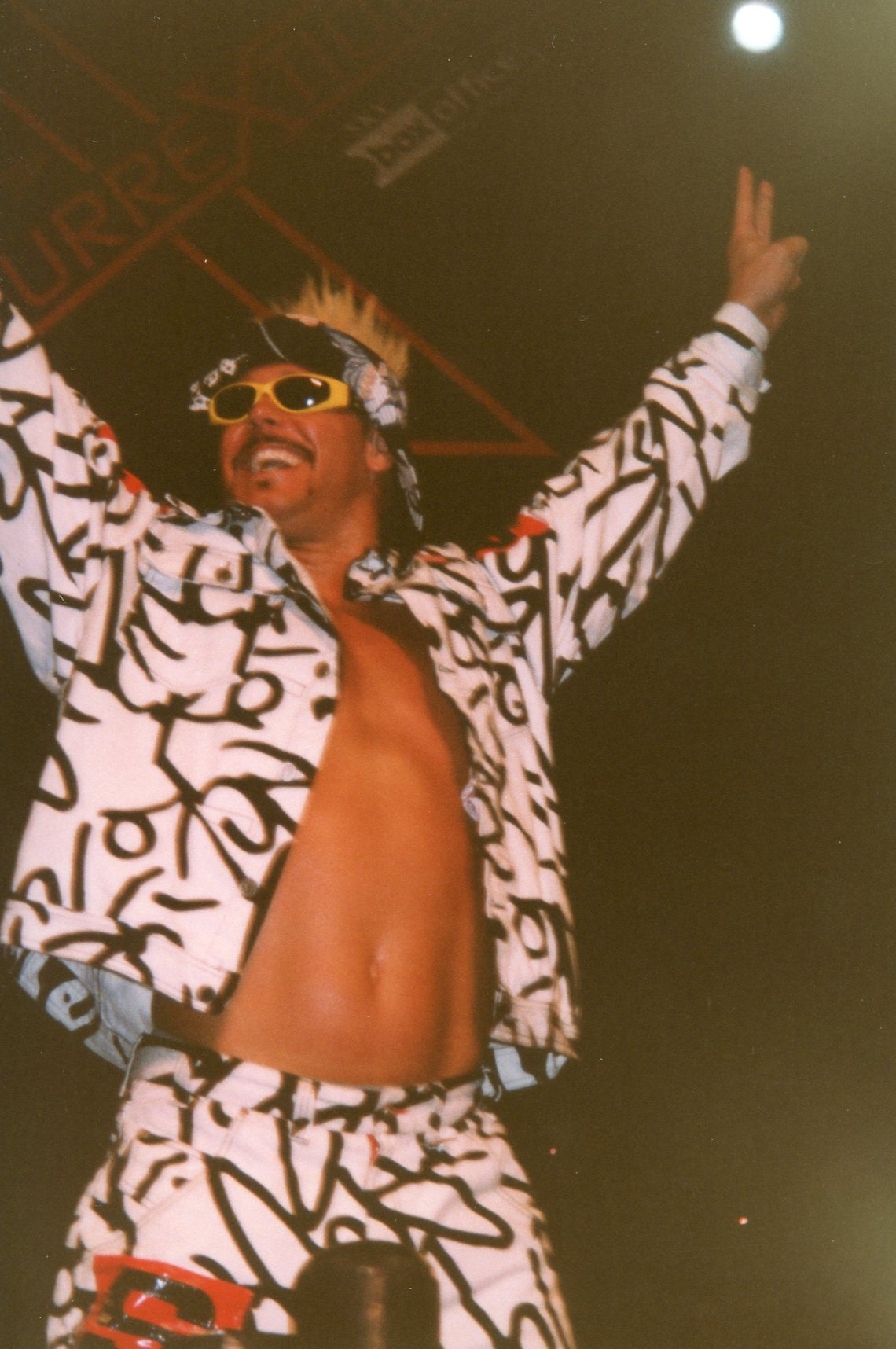
WWF時代

1998年3月、WrestleMania XIVにてWWFタッグ王座挑戦者決定タッグバトルロイヤルにブライアン・クリストファーとトゥー・マッチ（Too Much）というタッグチーム名で参加。これをきっかけにブライアンと継続してタッグを組むことが多くなり、華やかに踊れてアクションができる名コンビへと成長し、スコット "トゥー・ホット" テイラー（Scott "Too Hot" Taylor）と呼ばれるようになった。
1999年5月よりリングネームを現在でも知られるスコッティ・2・ホッティ（Scotty 2 Hotty）へと変更し、ブライアンはグランマスター・セクセイ（Grand Master Sexay）に。タッグチーム名もトゥー・クール（Too Cool）としてヒップホップデュオというギミックへと一新。同年後半にはリキシが加入したことにより名ユニットとして活躍し、2000年3月29日のRAWにてエッジ & クリスチャンから世界タッグ王座を奪取。
2000年後半、リキシが裏切りユニットから脱退。2001年2月にスコッティは椎間板の手術することになり長期間離脱。さらにはセクセイが違法薬物をアメリカからカナダへ運んでいたことが知られてしまい解雇されてしまったためにトゥー・クールは自然消滅となった。スコッティは6月に復帰し、アルバートと動物園のクルーというギミックのタッグを結成。アルバートはヒップホップ・ヒッポ（The Hip Hop Hippo）というニックネームで呼ばれるようになり、パロディユニットとして活躍。
2003年、リキシと再びトゥー・クールを再結成し、2004年2月5日にWWEタッグ王座を獲得するが、わずか2ヶ月余りの4月22日に王座を陥落すると7月26日にリキシは解雇となったため、シングルで活動。SmackDown!に所属し、クルーザー級戦線へと加わる。観客からの人気は高く一貫してベビーフェイスで通した。2005年からはヘビー級戦線の新人レスラーたちの踏み台になることが多くなった。徐々にテレビマッチでの登場は減っていき、前座番組であるHeatとVelocityでの出場に格下げされると2007年5月18日に解雇となった。12月にはRAWの15周年記念大会にてスポット参戦。バトルロイヤルに出場した際にはファンから所属していた当時と変わらぬ大きな歓声を浴びた。
WWE解雇後はインディー団体へサーキットすることになるが、スコッティ・Ⅱ・ホッティのリングネームがWWEより商標登録されて使えなくなったことを理由にスコッティ・トゥー・ホッティ（Scotty Too Hotty）、スコッティ・ザ・ホッティ（Scotty The Hotty）、スカリー・Ⅱ・ホッティ（Scary Ⅱ Hotty）などのリングネームを使用。FIP（Full Impact Pro）、CLASH、EPW（Eastern Pro Wrestling）、CCW（Coastal Championship Wrestling）、UWF Live（United Wrestling Federation Live）など様々な団体に参戦し、各団体のタイトルを多く獲得している。2010年にはWWEで共にしたTAJIRIが主宰するSMASHに参戦するため来日し、試合を行っている。
2012年、ヒース・スレイターがRAW1000回放送へ向けたレジェンドたちとの戦いにおいて、WWEのNXTにてレジェンドの一人として登場し勝利を飾った。
2014年、プロレスリング・ノアのGREAT VOYAGE 2014 in Tokyo vol.3～有明 冬の陣～にてFUNAKIらとタッグを組み、フィニッシャーとしてワームも披露し勝利を収めた。
2016年よりWWEパフォーマンスセンターのコーチを務めている。

## その他
- ウォルト・ディズニー・ワールド・リゾートの愛好家であり、年間パスポートを所持している。
- 2013年より消防士になることを目指して訓練学校で鍛錬している[2]。

## 得意技

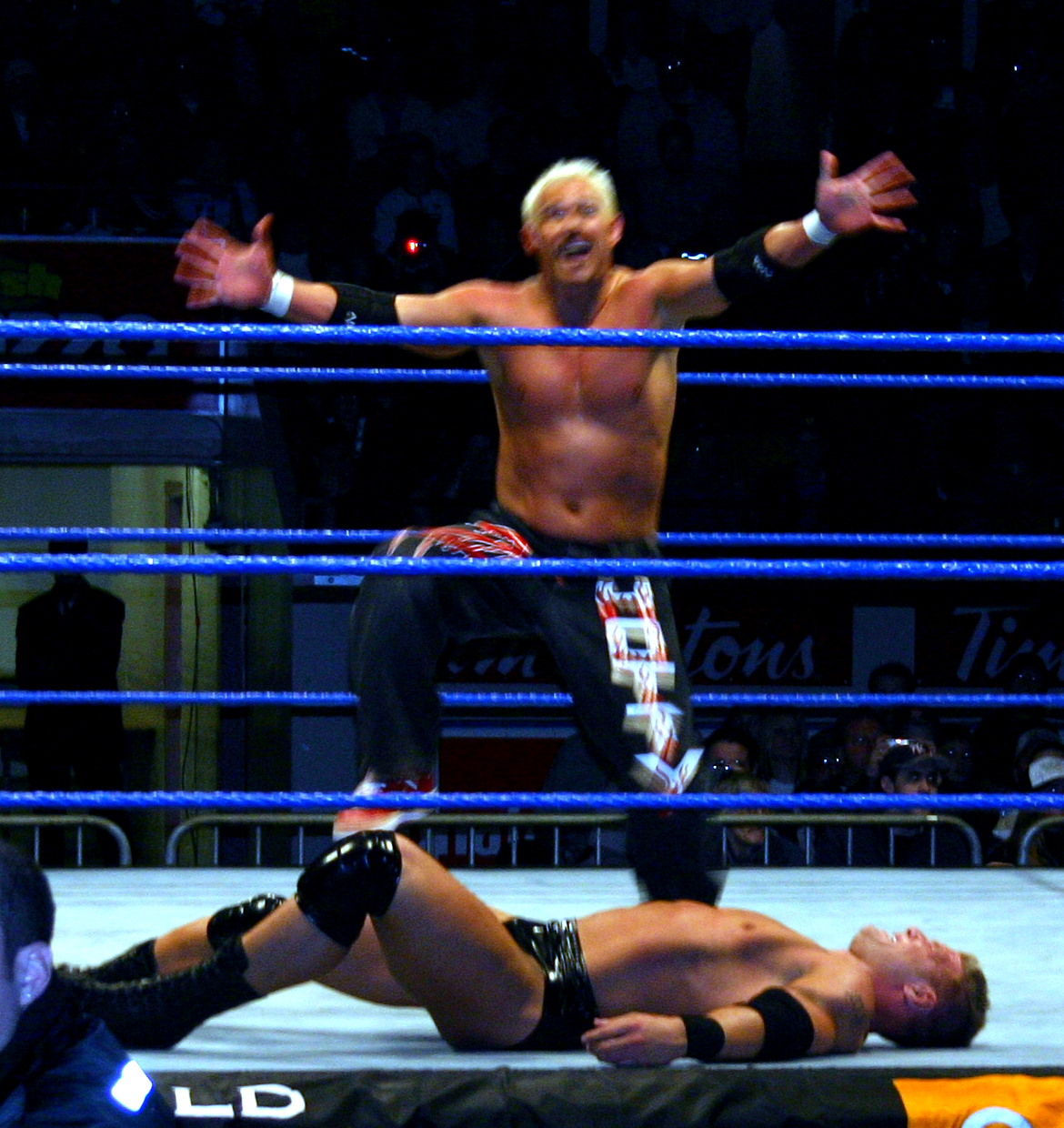
ワーム

- ワーム

スコッティの代名詞的な技にしてフィニッシュ・ムーブ。
相手をダウンさせた状況で両足を踏み鳴らし、「W」「O」「R」「M」という観客のチャントと共にリングを跳ね回った後、シャクトリムシの如く相手に近づいてチョップを決める技。ザ・ロックのピープルズ・エルボーや、ハルク・ホーガンのレッグ・ドロップと同様に間が長い技である。ロックやホーガンに比べてジョバーとしての役回りが多く、技が出ること自体が非常に稀だったため観客は盛り上がりを見せる。
- トルネードDDT
- ブルドッグ

ワームへの布石として使用される。スコッティはヘッドロック式ではなく、両手で落とすフェイスクラッシャーの形をとる。
- スーパーキック
- パンプハンドル・スープレックス
- バックドロップ

決まった後は跳ね起きてからムーンウォークをするのが定番。

## 獲得タイトル
WWE
- WWFライトヘビー級王座：1回
- 世界タッグ王座：1回（w / グランマスター・セクセイ）
- WWEタッグ王座：1回（w / リキシ）

CCW
- CCWヘビー級王座：1回

EPW
- EPWヘビー級王座：1回

NEWA
- NEWAヘビー級王座：5回
- NEWAタッグ王座：2回（w / スティーブ・ラムジー×2）

## 入場曲
- Turn It Up
- Bangin
- You Look Fly Today